# Clem Burke
Clement Anthony Bozewski (Bayonne, 24 de novembro de 1954 – 6 de abril de 2025), mais conhecido como Clem Burke ou Elvis Ramone, foi baterista da banda Blondie. Burke foi introduzido no Rock and Roll Hall of Fame em 2006 como membro do grupo.
Durante os anos 80 e 90, quando o Blondie foi dissolvido, Burke tocou bateria para The Romantics (para quem ele era o baterista regular entre 1990 e 2004), Pete Townshend, Bob Dylan, Eurythmics, Dramarama, Iggy Pop e Joan Jett, entre outros.
Também manteve-se à frente da bateria dos Ramones (com o nome Elvis Ramone) por duas vezes, em 28 de agosto de 1987, em Providence, Rhode Island, e 29 de agosto de 1987, em Trenton, New Jersey.
Em 08 de outubro de 2004, juntou-se a Tommy Ramone, C.J. Ramone, e Daniel Rey no show "Ramones Beat Down On Cancer" (Ramones contra o Câncer). Ele novamente tocou com o nome de "Elvis Ramone".
Em 2004 e 2005 viajou em turnê com Nancy Sinatra.

## Morte
Burke morreu no dia 6 de abril de 2025 aos 70 anos, vítima de câncer.

## Discografia (parcial)
Com Blondie
- Blondie (1976)
- Plastic Letters (1977)
- Parallel Lines (1978)
- Eat to the Beat (1979)
- Autoamerican (1980)
- The Hunter (1982)
- No Exit (1999)
- The Curse of Blondie (2003)
- Panic of Girls (2011)
- Ghosts of Download (2014)
- Pollinator (2017)

Com The Adult Net
- The Honey Tangle (1989)

Com BP Fallon & The Bandits
- Still Legal (2013)

Com Carla Olson
- Have Harmony, Will Travel (2013)

Com Chequered Past
- Chequered Past (1984)

Com The Delphines
- The Delphines (1996)

Com Dramarama
- Hi-Fi Sci-Fi (1993)

Com The Empty Hearts
- The Empty Hearts (2014)
- The Second Album (2020)

Com Eurythmics
- In the Garden (1981)
- Revenge (1986)

Com Iggy Pop
- Zombie Birdhouse (1982)

Com The International Swingers
- The International Swingers (2015)

Com Jimmy Destri
- Heart on a Wall (1981)

Com Kathy Valentine
- Light Years (2005)

Com Magic Christian
- Evolver (2009)

Com Mark Owen
- Green Man (1996)

Com Miss Derringer
- Lullabies (2006)

Com Pete Townshend
- White City: A Novel (1985)

Com The Plimsouls
- Kool Trash (1998)

Com The Romantics
- Made in Detroit (1993)
- 61/49 (2003)

Com Sonny Vincent,Arthur Kane, Rick Ballard
- A Tribute To Mr. Rock' Chuck Berry Tribute- Carol (2004)

Com The 69 Cats
- Transylvanian Tapes (2014)

Com The Split Squad
- Now Hear This... (2014)

Com Walter Lure
- L.A.M.F. Live At The Bowery Electric (2017)